# Miss Universo Países Bajos
Miss Universo Países Bajos (en inglés: Miss Universe Netherlands) es un concurso de belleza nacional en los Países Bajos. Se encarga de seleccionar a la representante del país para el concurso Miss Universo.

## Historia
En 2024, Milou Verhoeks se convirtió en directora nacional de Miss Universo Países Bajos. Verhoeks también es la directora nacional de Miss Beauty of the Netherlands, el concurso que envía a la representante de los Países Bajos al Miss Tierra. Antes de 2024, Miss Países Bajos era el concurso encargado de seleccionar a las representantes al Miss Universo.

## Ganadoras
: Declarada como ganadora
     : Terminó como finalista
     : Terminó como una de las semifinalistas o cuartofinalistas
     : Terminó como ganadora de premios especiales
| Año                                  | Provincia              | Miss Universo Países Bajos | Posición en Miss Universo | Premios especiales                     |
| ------------------------------------ | ---------------------- | -------------------------- | ------------------------- | -------------------------------------- |
| 2025                                 | Holanda Septentrional  | Nathalie Mogbelzada        | Por competir              | Por competir                           |
| 2024                                 | Holanda Septentrional  | Faith Landman              | No clasificó              |                                        |
| Miss Países Bajos                    |                        |                            |                           |                                        |
| 2023                                 | Holanda Septentrional  | Rikkie Kollé               | No clasificó              |                                        |
| 2022                                 | Holanda Septentrional  | Ona Moody                  | No clasificó              |                                        |
| 2021                                 | Holanda Septentrional  | Julia Sinning              | No clasificó              |                                        |
| 2020                                 | Groninga               | Denise Speelman            | No clasificó              |                                        |
| 2019                                 | Holanda Meridional     | Sharon Pieksma             | No clasificó              |                                        |
| 2018                                 | Holanda Meridional     | Rahima Ayla Dirkse         | No clasificó              |                                        |
| 2017                                 | Utrecht                | Nicky Opheij               | No clasificó              |                                        |
| 2016                                 | Flevoland              | Zoey Ivory                 | No clasificó              |                                        |
| 2015                                 | Holanda Septentrional  | Jessie Jazz Vuijk          | No clasificó              |                                        |
| 2014                                 | Holanda Septentrional  | Yasmin Verheijen           | Tercera finalista         |                                        |
| 2013                                 | Holanda Septentrional  | Stephanie Tency            | No clasificó              |                                        |
| 2012                                 | Holanda Septentrional  | Nathalie den Dekker        | No clasificó              | - Mejor Traje Nacional (2.ª finalista) |
| 2011                                 | Limburgo               | Kelly Weekers              | Top 16                    |                                        |
| 2010                                 | Holanda Septentrional  | Desirée van den Berg       | No clasificó              |                                        |
| 2009                                 | Flevoland              | Avalon-Chanel Weyzig       | No clasificó              |                                        |
| Miss Universe Top Beauty Netherlands |                        |                            |                           |                                        |
| 2008                                 | Holanda Meridional     | Charlotte Labee            | No clasificó              |                                        |
| Miss Universe Nederland              |                        |                            |                           |                                        |
| No compitió entre 2006 y 2007        |                        |                            |                           |                                        |
| 2005                                 | Utrecht                | Sharita Sopacua            | No clasificó              |                                        |
| 2004                                 | Brabante Septentrional | Lindsay Grace Pronk        | No clasificó              |                                        |
| 2003                                 | Holanda Meridional     | Tessa Brix                 | No clasificó              |                                        |
| 2002                                 | Overijssel             | Kim Kötter                 | No clasificó              |                                        |
| 2001                                 | Holanda Meridional     | Reshma Roopram             | No clasificó              |                                        |
| 2000                                 | Brabante Septentrional | Chantal van Roessel        | No clasificó              |                                        |
| 1999                                 | No compitió            | No compitió                | No compitió               | No compitió                            |
| 1998                                 | Holanda Septentrional  | Jacqueline Rotteveel       | No clasificó              |                                        |
| 1997                                 | No compitió            | No compitió                | No compitió               | No compitió                            |
| 1996                                 | Drenthe                | Marja de Graaf             | No clasificó              |                                        |
| 1995                                 | Zelanda                | Chantal van Woensel        | No clasificó              |                                        |
| 1994                                 | Holanda Meridional     | Irene van der Laar         | No clasificó              |                                        |
| 1993                                 | Holanda Septentrional  | Angelique van Zalen        | No clasificó              |                                        |
| 1992                                 | Brabante Septentrional | Vivian Jansen              | Top 6                     |                                        |
| 1991                                 | Utrecht                | Paulien Huizinga           | Primera finalista         |                                        |
| Miss Holanda                         |                        |                            |                           |                                        |
| 1990                                 | Holanda Septentrional  | Stephanie Halenbeek        | No clasificó              |                                        |
| 1989                                 | Holanda Meridional     | Angela Visser              | Miss Universo 1989        |                                        |
| 1988                                 | Holanda Septentrional  | Annabet Berendsen          | No clasificó              |                                        |
| 1987                                 | Overijssel             | Janny Tervelde             | No clasificó              |                                        |
| 1986                                 | Holanda Septentrional  | Caroline Veldkamp          | No clasificó              |                                        |
| 1985                                 | Utrecht                | Brigitte Bergman           | No clasificó              | - Miss Fotogénica                      |
| 1984                                 | Holanda Septentrional  | Nancy Neede                | Top 10                    |                                        |
| 1983                                 | Holanda Septentrional  | Nancy Lalleman-Heijnis     | No clasificó              |                                        |
| 1982                                 | Holanda Septentrional  | Brigitte Dierickx          | No clasificó              |                                        |
| 1981                                 | Holanda Meridional     | Ingrid Schouten            | Top 12                    |                                        |
| 1980                                 | Güeldres               | Karin Gooyer               | No clasificó              |                                        |
| 1979                                 | Holanda Meridional     | Eunice Bharatsing          | No clasificó              |                                        |
| 1978                                 | Holanda Septentrional  | Karin Gustafsson           | Top 12                    |                                        |
| 1977                                 | Holanda Septentrional  | Ineke Berends              | Top 12                    |                                        |
| 1976                                 | Holanda Septentrional  | Nannetje Nielen            | No clasificó              |                                        |
| 1975                                 | Holanda Septentrional  | Lynda Snippe               | No clasificó              |                                        |
| 1974                                 | Brabante Septentrional | Nicoline Broeckx           | No clasificó              |                                        |
| 1973                                 | —                      | Monique Borgeld            | No clasificó              |                                        |
| 1972                                 | Groninga               | Jenny Ten Wolde            | No clasificó              |                                        |
| 1971                                 | Holanda Septentrional  | Laura Mulder-Smid          | No clasificó              |                                        |
| 1970                                 | —                      | Maureen Renzen             | No clasificó              |                                        |
| 1969                                 | —                      | Welmoed Hollenberg         | No clasificó              |                                        |
| 1968                                 | —                      | Nathalie Heyl              | No clasificó              |                                        |
| 1967                                 | Holanda Meridional     | Irene van Campenhout       | Top 15                    |                                        |
| 1966                                 | Holanda Meridional     | Margo Domen                | Top 15                    |                                        |
| 1965                                 | Holanda Septentrional  | Anja Maria Schuit          | Cuarta finalista          |                                        |
| 1964                                 | —                      | Henny Deul                 | No clasificó              | - Mejor Traje Nacional                 |
| 1963                                 | Gelderland             | Elsa Onstenk               | No clasificó              |                                        |
| 1962                                 | —                      | Marjan van der Heijden     | No clasificó              |                                        |
| 1961                                 | —                      | Gita Kamman                | No clasificó              |                                        |
| 1960                                 | —                      | Carinna Verbeck            | No clasificó              |                                        |
| 1959                                 | Holanda Septentrional  | Peggy Erwich               | No clasificó              |                                        |
| 1958                                 | Holanda Septentrional  | Corine Rottschafer         | Top 16                    |                                        |
| 1957                                 | No compitió            | No compitió                | No compitió               | No compitió                            |
| 1956                                 | Holanda Septentrional  | Rita Schmidt               | No clasificó              |                                        |